# Albert Forster
Albert Maria Forster (ur. 26 lipca 1902 w Fürth, zm. 28 lutego 1952 w Warszawie) – niemiecki polityk, gauleiter Okręgu Rzeszy Gdańsk-Prusy Zachodnie, zbrodniarz nazistowski.

## Życiorys
Członek NSDAP nr 1924, SS nr 158. Od 15 października 1930 pełnił na polecenie Adolfa Hitlera funkcję gauleitera gdańskiego (Wolne Miasto Gdańsk) NSDAP, do którego przybył 9 dni później.
Odpowiedzialny za łamanie postanowień traktatu wersalskiego w Wolnym Mieście Gdańsku, łamanie konstytucji tegoż, nielegalne uzbrajanie oraz rozbudowę oddziałów SA i SS na jego terenie oraz prześladowania przedstawicieli opozycji, Polaków oraz Żydów jeszcze przed wojną.
23 sierpnia 1939 Albert Forster ogłosił się zwierzchnikiem Wolnego Miasta Gdańska. W wyniku walki o władzę przejął jej pełnię, eliminując Prezydenta Senatu Wolnego Miasta Gdańska Artura Greisera, który po 1 września 1939 roku został przeniesiony do Wielkopolski. Po wybuchu wojny, 26 października 1939 roku Albert Forster otrzymał stanowisko namiestnika (Reichsstatthalter) Okręgu Rzeszy Gdańsk-Prusy Zachodnie (Reichsgau Danzig-Westpreußen).
27 listopada 1939 roku w Bydgoszczy Forster powiedział: Kto należy do narodu polskiego, musi zniknąć. Najzaszczytniejszym dla nas zadaniem jest uczynienie wszystkiego, aby każdy przejaw polskości zginął bez reszty.
Organizator przyłączenia Gdańska do Rzeszy oraz odpowiedzialny za powstanie obozu koncentracyjnego Stutthof i masowe egzekucje w Piaśnicy (12 tysięcy zamordowanych) na Kaszubach. 31 grudnia 1941 został awansowany na stopień SS-Obergruppenführera. Bezpośrednio odpowiedzialny za prześladowania Polaków w Okręgu Rzeszy Gdańsk-Prusy Zachodnie, ich masowe wysiedlenia, prześladowania.
Odpowiedzialny był także za opóźnianie planowej ewakuacji ludności niemieckiej i wprowadzanie jej w 1945 roku w błąd co do faktycznego położenia na froncie. Doprowadził tymi działaniami (oraz nieustannymi kłótniami z gauleiterem Prus Wschodnich Erichem Kochem) do paniki, zatorów na drogach, braku możliwości ewakuacji z Gdańska ponad miliona Niemców.

### Po II wojnie
W 1945 uciekł do Niemiec na pokładzie motorówki, obawiając się zemsty Polaków oraz Armii Czerwonej. Biograf gauleitera Dieter Schenk opisuje, że podczas załadunku Forster domagał się także zabrania posiadanych przez siebie gdańskich mebli i innych wartościowych przedmiotów, czym naraził się na kpiny i spowodował zdecydowany sprzeciw oficera Wehrmachtu odpowiedzialnego za przygotowanie podróży.
Jego nazwisko znalazło się na alianckiej liście zbrodniarzy wojennych. Zatrzymany przez Anglików w Niemczech, w sierpniu 1946 wydany został Polsce. Osądzony przez Najwyższy Trybunał Narodowy w Gdańsku od 5 do 29 kwietnia 1948, skazany został za popełnione zbrodnie wojenne na karę śmierci. Wyznaczonymi z urzędu obrońcami Forstera byli gdańscy adwokaci Bolesław Wiącek oraz Tadeusz Kuligowski.
Wyrok wykonano 28 lutego 1952 w więzieniu mokotowskim w Warszawie.
Do dzisiaj nie jest znany ani powód odwlekania egzekucji, ani nieinformowania o niej opinii publicznej. W literaturze popularnej pojawia się teza, bazująca na pracy Levine’a, że Forster nie został stracony, lecz żył w areszcie domowym do naturalnej śmierci. Hipoteza ta nie została jednak nigdy potwierdzona w jakichkolwiek poważnych źródłach.
Do dzisiaj istnieje w Gdańsku niewielki dom jednorodzinny, w którym mieszkał wraz z rodziną do 1939 roku (przy ulicy Generała Bora-Komorowskiego 95). Po wybuchu wojny Forster przeniósł się do komfortowej willi z ogrodem przy ul. Dębinki 1, w której w latach 1936–1939 siedzibę miało prywatne gimnazjum żydowskie prowadzone przez Ruth Rosenbaum (tzw. Gimnazjum Rosenbaumów). Obecnie w budynku znajduje się siedziba jednostek administracji Gdańskiego Uniwersytetu Medycznego. Zachowała się także jego rezydencja na gdańskiej Wyspie Sobieszewskiej, tzw. „Forsterówka”.

### Honorowe obywatelstwo
Honorowy obywatel miasta:
- Gdańska od 14 lipca 1933[11]
- Fürth od 27 kwietnia 1934
- Sopotu od 4 czerwca 1939